# Terror Squad (альбом Artillery)
Terror Squad — второй полноформатный студийный альбом трэш-метал группы Artillery, выпущенный в 1987 году лейблом Neat Records. Из-за финансовых проблем лейбла, между периодом записи и непосредственно изданием альбома прошёл почти год.

## Об альбоме
Обложку альбома создал гитарист группы Йорген Сандау (после записи альбома покинул коллектив) и на оригинальной её версии было гораздо больше цвета. Версия же, которую можно видеть на изданном в 1987 году лейблом Neat Records, не отражает той первоначальной палитры рисунка Сандау. Вина подобного несоответствия полностью лежит на лейбле звукозаписи, который просто взял и удалил все цвета, ввиду чего фактически вся картинка разрушилась. Причиной создания обложки собственными силами явился тот факт, что лейбл потерял много денег в связи с сотрудничеством с Venom. Фирма была почти банкротом и не могла себе позволить лишние затраты.

## Переиздания
В 1998 году альбом был издан французским лейблом Axe Killer Records. Следует отметить, что на данном переиздании перепутаны фотографии Майкла Штютцера и Йоргена Сандау.

## Список композиций
1. "The Challenge"   – 4:13
2. "In the Trash"  – 4:47
3. "Terror Squad"  – 5:47
4. "Let There Be Sin"  – 3:53
5. "Hunger and Greed"  – 5:04
6. "Therapy"  – 4:03
7. "At War with Science"  – 7:10
8. "Decapitation of Deviants"  – 4:37

## Участники записи
- Флемминг Ронсдорф - вокал
- Майкл Штютцер - гитара
- Йорген Сандау - гитара
- Мортен Штютцер - бас
- Карстен Нильсен - ударные